# アンパニヒ
アンパニヒ（Ampanihy）は、マダガスカルアッチモ＝アンドレファナ地域圏の町。州が設置されていた時代は、トリアラ州に属した。
2005年の人口は24,370人。アンパニヒ空港を有し、国道10号線が横断する。
伝統的に女性によりモヘアの生産が行われており、技術導入によってカーペットの生産が行われるようになった。デザインは、マハファリ人とアンダンジョイ人の文化に起源を有する。アンパニヒで得られるアンゴラヤギの毛は不足しており、輸入によって補われている。